# Хиль, Рафаэль
Рафаэль Хиль (исп. Rafael Gil; 22 мая 1913, Мадрид — 10 сентября 1986, Мадрид) — испанский кинорежиссёр
-документалист, сценарист и журналист.

## Биография
Рафаэль Хиль начинал в качестве журналиста нескольких специализированных изданий и публиковал статьи и книги о кино. Затем снимал короткометражные и документальные фильмы. В 1941 году вышел его первый полнометражный фильм. Хиль работал в нескольких жанрах и специализировался на экранизациях литературных произведений. Во времена Франко Хиль считался одним из самых популярных режиссёров испанского кино.

## Фильмография
- Flechas, 1939
- El hombre que se quiso matar, 1942
- Huella de luz, 1942 (сценарий)
- Viaje sin destino, 1942 (сценарий)
- Eloísa está debajo de un almendro, 1943 (сценарий)
- El clavo, 1944 (сценарий)
- El fantasma y doña Juanita, 1944 (сценарий)
- Заблудившийся / La pródiga, 1946 (сценарий)
- Reina santa, 1947 (сценарий)
- La fe, 1947 (сценарий)
- La calle sin sol, 1948
- Mare nostrum, 1948
- Дон Кихот из Ламанчи / Don Quijote de la Mancha, 1949 (сценарий)
- Любая женщина / Una mujer cualquiera, 1949
- Teatro Apolo, 1950
- В субботу вечером / La noche del sábado, 1950
- La señora de Fátima, 1951
- El gran Galeoto, 1951
- Sor intrépida, 1952
- De Madrid al cielo, 1952 (сценарий)
- Я был священником округа / La guerra de Dios, 1953
- Поцелуй Иуды / El beso de Judas, 1954
- Murió hace 15 años, 1954
- Пение петуха / El canto del gallo, 1955
- La otra vida del capitán Contreras, 1955 (сценарий)
- Великая ложь / La gran mentira, 1956
- Un traje blanco, 1956
- Семейное приключение / ¡Viva lo imposible!, 1958
- Camarote de lujo, 1958 (сценарий)
- La casa de Troya, 1959
- El Litri y su sombra, 1959
- Siega verde, 1960 (сценарий)
- Cariño mío, 1961 (сценарий)
- Tú y yo somos tres, 1962 (сценарий)
- Королева Шантеклера / La reina del Chantecler, 1962
- Rogelia, 1962 (сценарий)
- Chantaje a un torero, 1963
- Samba, 1964 (сценарий)
- Currito de la Cruz, 1965
- La nueva vida de Pedrito Andía, 1965 (сценарий)
- Camino del Rocío, 1966
- Es mi hombre, 1966
- La mujer de otro, 1967 (сценарий)
- El marino de los puños de oro, 1968
- Verde doncella, 1968
- Un adulterio decente, 1969
- Sangre en el ruedo, 1969
- El hombre que se quiso matar, 1970
- El relicario, 1970
- Nada menos que todo un hombre, 1971 (сценарий)
- El sobre verde, 1971
- Партизан / La guerrilla, 1972
- Сомнение / La duda, 1972
- Лучший мэр, друг / El mejor alcalde, el rey, 1973
- Novios de la muerte, 1974
- Los buenos días perdidos, 1975
- Olvida los tambores, 1975
- A la legión le gustan las mujeres, 1976
- La boda del señor cura, 1979 (сценарий)
- Hijos de papá, 1980
- …Y al tercer año, resucitó, 1981
- Las autonosuyas, 1983.